# David Canary
David Canary   (Elwood, 25 d'agost de 1938 - Wilton, 16 de novembre de 2015) David Hoyt Canary, va ser un actor estatunidenc, és conegut sobretot pels seus papers com el capataz de ranxos Candy Canaday al drama Western de l'NBC, Bonanza, i com Adam Chandler a la telenovel·la, All My Children, pel qual va rebre 16 nominacions als premis Daytime Emmy i va guanyar cinc vegades.

## Biografia
Nascut a Elwood, Indiana, EUA, va créixer a Massillon, Ohio. Era el fill mitjà d'Hilary Canary i Lorena Heal. Els seus germans eren l'actor John Canary, que una vegada va tenir un paper a All My Children, i l'escriptora Hilary Glenn Canary. Els germans eren suposadament besnebots de Martha Jane Canary, Calamity Jane.
Nascut a Elwood, Indiana, EUA, va començar la seva carrera el 1966 actuant en la sèrie protagonitzada per Ryan O'Neal "Peyton Place". Era conegut per interpretar entre 1967-1973 el paper de Candy Canaday en la sèrie Bonanza.
Des de l'any 1984 fins a 2013, era part de l'elenc, en la sèrie All My Children.

### Mort
Canary va morir el 16 de novembre de 2015 en una residència assistida a Wilton, Connecticut, a l'edat de 77 anys; havia estat diagnosticat amb demència anys abans.

## Filmografia
- 1965: Peyton Place
- 1967: Un home
- 1967: The St. Valentine's Day Massacre
- 1967: Bonanza
- 1968: Cimarron Strip
- 1969: The Computer Wore Tennis Shoes
- 1971: Àlies Smith and Jones
- 1973: Incident on a Dark Street
- 1973: Kung Fu
- 1974: Melvin Purvis G-MAN
- 1975: Sharks' Treasure
- 1975: Els justiciers de l'Oest
- 1975: Johnny Firecloud
- 1982: King of America
- 1990: In a Pig's Eye
- 1994: Secret Santa
- 1998: Law & Order
- 2001: Touched by an Angel
- 2010: All My Children